# Deutscher Thronstreit
Im deutschen Thronstreit kämpften die Adelshäuser der Staufer und der Welfen nach dem Tod Kaiser Heinrichs VI. an der Wende vom 12. zum 13. Jahrhundert um die Krone des Heiligen Römischen Reiches. Am Ende des fast 20 Jahre währenden Konflikts setzten sich mit Friedrich II. die Staufer durch.

## Ursprung
Am 28. September 1197 starb unerwartet der erst 31 Jahre alte Kaiser Heinrich VI. Es entstanden Unsicherheiten über die künftige Entwicklung im Reich, die im Kreise der Fürsten zu suchen waren. Gegenkräfte zur bis dahin stabilen Machtstellung der Staufer waren vorhanden, wie sich schon beim Scheitern des Erbreichplanes gezeigt hatte. Die Fürsten waren nun vor die Frage gestellt, ob sie den jetzt erst dreijährigen Sohn Friedrich als Nachfolger anerkennen würden. Obwohl Friedrich bereits Ende 1196 in Frankfurt unter maßgeblicher Beteiligung des Mainzer Erzbischofs Konrad von Wittelsbach und des Schwabenherzogs Philipp gewählt worden war, wuchs die Versuchung zur Abkehr vom bisherigen Herrscherhaus.

## Amtsantritt Innozenz III.

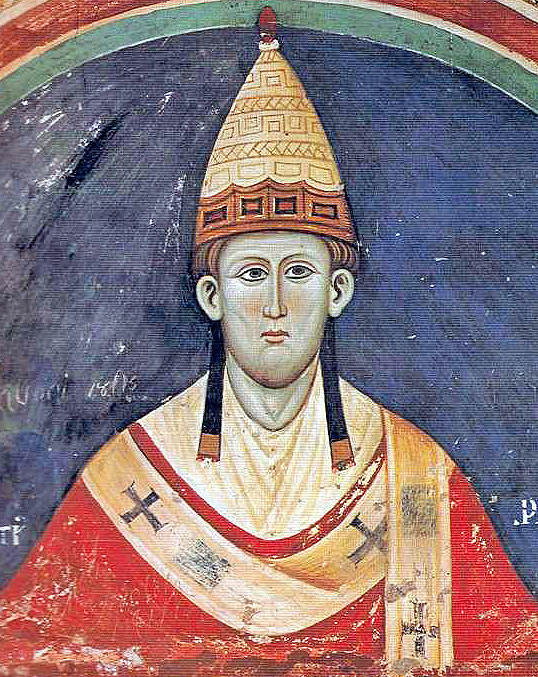
Innozenz III.
Fresko im Kloster Sacro Speco, um 1219

Während die Verhältnisse im Reich zur Spaltung führten, bestieg am 22. Februar 1198 der 37 Jahre alte Lothar von Segni den Stuhl Petri und wurde zum Papst Innozenz III., welcher als herrschgewaltige Persönlichkeit eine neue Machtstellung der Päpste einläuten sollte. Seine Ziele waren die Wiederherstellung der souveränen päpstlichen Herrschaft in Rom und im Kirchenstaat, die Rückgewinnung der Lehnshoheit über das Reich Sizilien, die Rekuperation der mittelitalienischen Länder und die Zusammenfassung der italienischen Mächte unter Führung des Papsttums.
Friedrichs Mutter, Konstanze von Sizilien, leitete eine politische Änderung im Süden Italiens ein. Sie suchte die Annäherung zu Rom, löste die Verbindung zum restlichen Reich, wies die Deutschen aus ihrem sizilianischen Reich, verzichtete auf das römisch-deutsche Königtum ihres Sohnes Friedrich und ließ ihn stattdessen 1198 zum König von Sizilien krönen. Eine solche Trennungspolitik war ganz nach dem Herzen Innozenz’, aber doch erst, nachdem er Konstanze ein Konkordat abgerungen hatte, das die kirchlichen Vorrechte der sizilianischen Krone noch über das Maß der von Tankred gemachten Zugeständnisse hinaus beschränkte und nur den geringen Rest eines königlichen Konsensrechtes bei den Bischofswahlen bestehen ließ. Innozenz stellte das alte Lehnsverhältnis wieder her. Gerade rechtzeitig, um nun nach dem unerwartet schnellen Tod von Konstanze (1198) auf ihre Verfügung hin als Oberlehnsherr die Vormundschaft über den jungen Friedrich zu gewinnen und damit die Bestimmung über die Geschicke Siziliens in seine Hand zu bekommen.

## Die Doppelwahl

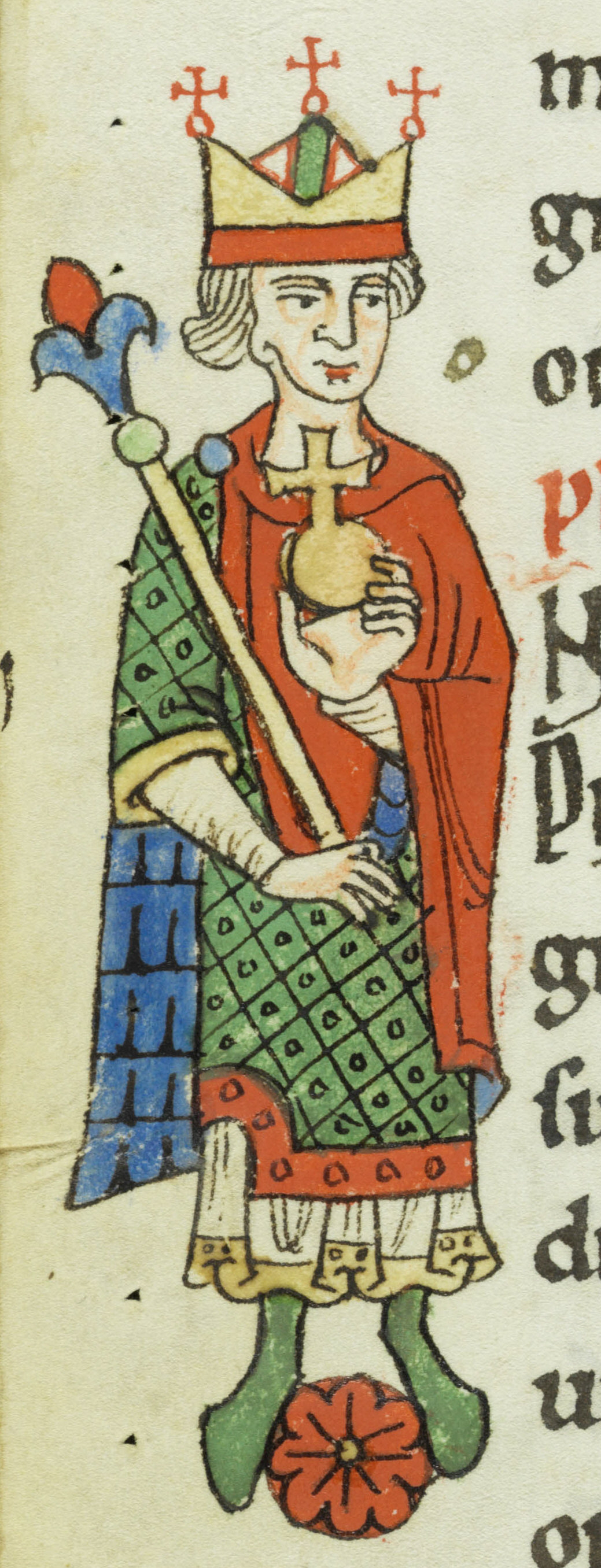
Darstellung Philipps von Schwaben aus einer Handschrift, um 1200

Nachdem Konstanze für ihren Sohn Friedrich auf das römisch-deutsche Königtum verzichtet hatte, waren sich die Fürsten im Reich uneinig, wen sie zum König erheben sollten. Als aussichtsreichster Kandidat galt zunächst der Sachsenherzog Bernhard III.  aus dem Geschlecht der Askanier, der unter anderem auf die Unterstützung des Kölner Erzbischofs Adolf bauen konnte. Indes schlug der englische König Richard I. seinen Neffen und damaligen Herzog von Aquitanien Otto von Braunschweig, den Sohn des Sachsenherzogs Heinrichs des Löwen, als Kandidaten vor. Die Aussicht, dass der Welfe Otto König werden konnte, bewog Bernhard und den sächsischen Adel dazu, Partei für den jüngeren Bruder Heinrichs VI., den Schwabenherzog Philipp, zu ergreifen, da man zu befürchten hatte, dass die Welfen Ansprüche auf den sächsischen Herzogtitel erheben würden, der ihnen 1180 auf dem Hoftag zu Gelnhausen entzogen worden war. Auf Druck der sächsischen Adligen stimmte Philipp von Schwaben, der als Onkel des jungen Friedrich ursprünglich nur das römisch-deutsche Königtum für seinen Neffen sichern wollte, schließlich seiner Erhebung zum König zu. Daraufhin wurde er am 8. März 1198 von den staufisch gesinnten Fürsten zum König gewählt. Dies wollten die antistaufisch eingestellten Fürsten jedoch nicht akzeptieren. Daher erhoben sie am 9. Juni Otto von Braunschweig zum Gegenkönig des zwar gewählten, aber noch nicht zum König gekrönten Philipps von Schwaben. Die Krönung Ottos erfolgte dann bereits am 12. Juli, während Philipp erst am 8. September gekrönt wurde.
Damit gab es also parallel zwei römisch-deutsche Könige, wobei Wahl und Krönung jedoch in beiden Fällen nicht den althergebrachten Modalitäten entsprachen: Philipp war zwar im Besitz der Krönungsinsignien (Reichskrone, Reichsapfel und Reichsschwert), jedoch fand seine Wahl auf nichtfränkischem Boden, nämlich im thüringischen Mühlhausen statt. Zudem erfolgte seine Krönung weder am ‚rechten’ Ort, in Mainz statt in Aachen, noch von der ‚rechten’ Hand, vom burgundischen Erzbischof statt vom Kölner Erzbischof. Ottos Wahl und Krönung fanden hingegen an den richtigen Orten, nämlich in Köln bzw. Aachen, statt. Zusätzlich wurde die Krönung vom Kölner Erzbischof durchgeführt; allerdings nur mit nachgebildeten Insignien. Somit besaßen weder Philipp noch Otto die vollständige Legitimationskraft für ein ordnungsgemäßes Königtum.
Innozenz III. war der Auffassung, dass es dem Papst zukomme, in der Thronfrage eine Entscheidung zu fällen, der sich die geistlichen und weltlichen Amtsträger zu fügen hätten. Doch stand er dem Machtkampf zunächst offenbar abwartend gegenüber. Er war aber durch seinen päpstlichen Legat Bischof Radulf von Sutri, welcher gerade mit Philipp über die Lösung vom Kirchenbann verhandelte, über die Ereignisse bestens informiert. Es gibt Anzeichen dafür, dass es in der Frage der Stellung Siziliens zum Reich zu Meinungsverschiedenheiten zwischen dem Staufer und dem Papst gekommen ist. Philipp hat offenbar die Auffassung seiner Schwägerin über die Lehnsabhängigkeit Siziliens vom Papst nicht geteilt, war also nicht bereit, das Königreich als päpstliches Lehen zu betrachten. Zwangsläufig näherte sich Innozenz nun der welfischen Partei, die ihm mit der Wahlanzeige vom April 1199 den Anlass zum Eingreifen bot. Erzbischof Adolf von Köln und Otto IV. waren nach dem Tod des englischen Königs und mächtigsten Fürsprechers der Welfen, Richard I., umso mehr auf die Unterstützung des Papstes angewiesen. Am 28. Mai 1199 legte auch die staufische Partei dem Papst in der Speyerer Fürstenerklärung ihre Vorstellungen vor. Darin wurde mit der eindeutigen Mehrheit der Anhänger Philipps argumentiert und versichert, die Rechte der Kirche zu achten, wenn im Gegenzug die Reichsrechte durch die Kirche geachtet werden. Zudem wurde Philipps baldige Romfahrt zur Kaiserkrönung angekündigt.

## Innozenz’ Entscheidung
Nun gab Innozenz III. seine Zurückhaltung auf und kündigte am 3. Mai 1199 an, dass er sich bald entscheiden werde, wem er die päpstliche Gunst zu gewähren gedenke. Am 20. Mai 1199 eröffnete er dem Kölner Erzbischof und den übrigen Unterzeichnern der Empfehlungsschreiben für Otto, er wolle den Welfen unterstützen, falls dieser sich zukünftig der Kirche ergeben zeige. Für Otto stand der Weg zu einem Bündnis mit der Kurie offen. Ausschlaggebend für diese Entscheidung war das politische Interesse des Papsttums, denn Otto musste nun seine früheren Zusicherungen urkundlich festhalten, und nicht zuletzt die immer noch währende Exkommunikation Philipps.
Nun griff der Papst mit Energie in den Streit ein, bannte Philipp und seine Anhänger bzw. die Unterzeichner der Speyerer Erklärung und ging mit aller Härte gegen diese vor. Die staufische Partei formulierte auf mehreren Hoftagen ihren heftigen Protest und wies die Einmischung des Papstes in die deutsche Königswahl als einen unerhörten Vorgang zurück. Ende März 1202 schickte Innozenz noch mal ein Schreiben zurück, in dem er seine päpstlichen Rechtsvorstellungen und -ansprüche zusammenfasst und begründet. Dieses Schreiben ist in das Kirchenrecht aufgenommen worden und wird daher als Dekretale Venerabilem zitiert. Daraus leitet der Papst seinen Anspruch ab, einen im Sinne der Kirche ungeeigneten König zu verwerfen. Damit greift er in das deutsche Verfassungsrecht ein. Letztlich zeichnet sich ab, wie schwierig es war, die widersprechenden Rechtsansprüche und politisch-ideellen Positionen miteinander zu vereinbaren.
Ottos Macht vergrößerte sich zunehmend in den Jahren 1202/03 durch Eroberungen, Abkommen und Bündnisse sowie Anschluss einiger weltlicher Fürsten. Doch zeigte sich bald, dass diese Erfolge nur scheinbar waren und die Erschütterung der Treue auch ihm den Halt entzogen und Gegner schufen. Durch Unstimmigkeiten und Machtverluste im Osten wandte sich der eigene Bruder, Pfalzgraf Heinrich, von ihm ab und sogar Adolf von Köln, der Schöpfer seines Königtums. Als Philipp nun auch am Niederrhein vordrang, vollzog der Erzbischof an ihm nach erneuter Wahl am 6. Januar 1205 die Krönung. Nach mehrmaliger Androhung wurde nun Adolf von Köln durch Innozenz III. seines Amtes enthoben und exkommuniziert. Es wurden sofort neue Bischofswahlen angesetzt. Da Otto im November 1206 auch noch Köln verlor und in Braunschweig kurz vor der Niederlage war, sah sich Innozenz zu einem Ausgleich mit Philipp gezwungen. Man stand kurz vor dem Abschluss eines Vertrages, als Philipp am 21. Juni 1208 in Bamberg von dem Pfalzgrafen Otto von Wittelsbach aus Privatrache ermordet wurde.
Der Königsmord änderte den weiteren Verlauf der deutschen Geschichte grundlegend. Papst Innozenz III. hat das Ereignis als Gottesurteil aufgefasst, als nachträgliche Bestätigung der Richtigkeit seiner Entscheidung im Thronstreit. Ohne einen Gegenkönig und mit der Absicht, sich mit der ältesten Tochter des söhnelosen Philipp zu verloben, wurde Otto IV. plötzlich der unangefochtene Herrscher des geeinten Reiches. Das Königtum Ottos wurde in einer Wahl am 11. November 1208 in Frankfurt am Main anerkannt. Der Welfe erklärte, seine Sache ganz dem päpstlichen Rat und Willen unterwerfen zu wollen, und erneuerte in der Speyerer Urkunde vom 22. März 1209 seine früheren Versprechungen in noch erweiterter Gestalt.

## Die Wende
Damit war der Weg frei für Ottos Kaiserkrönung, welche am 4. Oktober 1209 erfolgte. Doch hatte sich Innozenz bezüglich des neuen Kaisers sehr getäuscht. Otto begann kurz nach seiner Kaiserkrönung entgegen seinen Zusagen mit den Bemühungen, die päpstlichen Rekuperationen, vor allem die Mathildischen Güter, an das Reich zurückzuziehen. Im Laufe des Jahres 1210 spitzte sich der Konflikt zu. Als der welfische Kaiser Mitte November im Begriff war, Sizilien anzugreifen, bereits mit dem Ziel, den Stand von 1197 wiederherzustellen, verhängte Innozenz den Bann über Otto und löste die Untertanen vom Treueid. Innozenz sah sich nun gezwungen, mit Unterstützung des französischen Königs und der deutschen Fürsten, einen neuen Thronprätendenten ins Spiel zu bringen. Dafür kam nur noch Friedrich von Sizilien in Frage. Nun musste Innozenz doch noch einen Angehörigen einer Dynastie akzeptieren, die er bisher als ein Geschlecht der Verfolger der Kirche verteufelt hatte, und befürchtete einen Anschluss Siziliens an das Reich. Doch besaß er eine gewisse Kontrolle, da er ja Oberlehnsherr über Sizilien war. Dies erkannte Friedrich an; auch im Falle seiner Kaiserkrönung sollten die Verhältnisse bestehen bleiben. Auf päpstliches Verlangen wurde Friedrichs einjähriger Sohn Heinrich zum König von Sizilien gekrönt, somit erhielt Innozenz eine Art Rückversicherung. Mit dieser Politik machte sich Innozenz unbeliebt. Walther von der Vogelweide sprach in seinen Versen von der Doppelzüngigkeit der Kurie oder von der Verweltlichung der Kirche.

## Friedrichs Aufstieg zum König
Ein erster Erfolg der päpstlichen Gegenwirkung war, dass Otto im Oktober 1211 Sizilien verließ und nach Deutschland zurückkehrte, weil seine Machtstellung im Reich brüchig wurde. Seine Truppen hielten Sizilien aber weiter besetzt.
Friedrich ging nach Rom, leistete seinem päpstlichen Lehnsherrn persönlich den Eid, wurde von ihm mit Geld unterstützt und mit seiner Zustimmung von den Römern als künftiger Kaiser ausgerufen. In allem kam Friedrich dem Papst entgegen und bezeichnete sich selbst als König und erwählter Kaiser „von Gottes und des Papstes Gnaden“, was den tatsächlichen politischen Kräfteverhältnissen entsprach. Im September 1212 konnte er in Konstanz Fuß fassen und seine Anhänger um sich sammeln. Erneut entbrannte in Deutschland der Bürgerkrieg. Wieder hatte der Papst, wie Walther von der Vogelweide sang, „zwei Deutsche unter eine Krone gebracht, dass sie über das Reich Unfrieden und Verwüstung brächten“.
Seinem staufischen Namen, päpstlichem Gebot und französischer Unterstützung verdankte Friedrich seinen Erfolg. Am 5. Dezember 1212 wurde er in Frankfurt von einer großen Fürstenversammlung noch einmal förmlich zum König gewählt und vier Tage später in Mainz gekrönt.

## Die Entscheidung
Die endgültige Entscheidung im Thronstreit fiel auf einem ausländischen Schlachtfeld. In den Auseinandersetzungen zwischen dem englischen und dem französischen Königtum um den englischen Festlandbesitz unterstützte Otto seinen englischen Oheim Johann Ohneland. Am 27. Juli 1214 errang Philipp II. August, ohne die Beteiligung seines Verbündeten Friedrich, in der Schlacht bei Bouvines einen glänzenden Sieg über Otto. Otto IV. erholte sich von dieser Niederlage nicht wieder, seine ihm verbliebenen Verbündeten wandten sich von ihm ab. Er starb am 19. Mai 1218 auf der Harzburg.
Friedrichs Aufstieg zur Macht vollendete sich am 25. Juli 1215 in Aachen, als er sich hier noch einmal, nun am rechten Ort, zum König krönen ließ. Den Preis für die Unterstützung im Thronstreit hatte er dem Papst längst gezahlt. Am 12. Juli 1213 hatte er der römischen Kirche ein großes Privileg ausgestellt: Die Goldbulle von Eger, in der er der Kurie die Zugeständnisse, die Otto bereits gemacht hatte, erneut verbriefte. Sie enthielt unter anderem die Freiheit der Bischofswahlen, die Anerkennung der päpstlichen Rekuperationen, die Anerkennung der päpstlichen Lehnsoberhoheit über Sizilien und die Zusicherung der Hilfe gegen Häretiker. Das geschah nun nicht mehr als geheime Vereinbarung, sondern in der Form eines feierlichen Privilegs, das von Fürsten und Reichsministerialen unterzeichnet wurde.